# 古河镇 (全椒县)
古河镇，是中华人民共和国安徽省滁州市全椒县下辖的一个乡镇级行政单位。

## 行政区划
古河镇下辖以下地区：
建设社区、胜利社区、解放社区、新民社区、古河村、大同村、艾塘村、周湖村、晋集村、石溪村、石涧村、独山村、蔡集村和再安村。